# Liste der Monuments historiques in Freistroff
Die Liste der Monuments historiques in Freistroff führt die Monuments historiques in der französischen Gemeinde Freistroff auf.

## Liste der Bauwerke
| Bezeichnung         | Beschreibung                                                         | Standort              | Kennzeichnung | Schutzstatus | Datum | Bild           |
| ------------------- | -------------------------------------------------------------------- | --------------------- | ------------- | ------------ | ----- | -------------- |
| Château Saint-Sixte | Burganlage, 12. Jahrhundert, im 16. Jahrhundert zum Schloss umgebaut | Rue du Château (Lage) | PA00106769    | Classé       | 1991  | weitere Bilder |